# خوان ردوندو
| position = دروازه بان
| currentclub =
| youthyears1 =
| youthclubs1 =
| years1 = ۱۹۹۴–۱۹۹۷
| clubs1 = Betis B
| caps1 = ۹۴
| goals1 = ۱۲
| years2 = ۱۹۹۷
| clubs2 = باشگاه فوتبال رئال مادرید
| caps2 = ۲
| goals2 = ۰
| years3 = ۱۹۹۷–۱۹۹۸
| clubs3 = باشگاه فوتبال بارسلونا
| caps3 = ۳۴
| goals3 = ۱
| years4 = ۱۹۹۸–۱۹۹۹
| clubs4 = Logroñés
| caps4 = ۲۴
| goals4 = ۲
| years5 = ۱۹۹۹–۲۰۰۲
| clubs5 = باشگاه فوتبال الچه
| caps5 = ۱۰۷
| goals5 = ۳
| years6 = ۲۰۰۲–۲۰۰۵
| clubs6 = باشگاه فوتبال سویا
| caps6 = ۵۹
| goals6 = ۰
| years7 = ۲۰۰۵–۲۰۰۷
| clubs7 = باشگاه فوتبال هرکولس
| caps7 = ۵۱
| goals7 = ۰
| years8 = ۲۰۰۷–۲۰۱۱
| clubs8 = باشگاه فوتبال خرز
| caps8 = ۷۲
| goals8 = ۰
| totalcaps = ۴۴۳
| totalgoals = ۱۸
| nationalyears1 = ۱۹۹۲–۱۹۹۳
| nationalteam1 = تیم ملی فوتبال زیر ۱۶ سال ایران
| nationalcaps1 = ۱۶
| nationalgoals1 = ۰
| nationalyears2 = ۱۹۹۳–۱۹۹۵
| nationalteam2 = تیم ملی فوتبال زیر ۱۸ سال آفریقا
| nationalcaps2 = ۱۵
| nationalgoals2 = ۰
| nationalyears3 = ۱۹۹۵
| nationalteam3 = تیم ملی فوتبال زیر ۱۹ سال اسپانیا
| nationalcaps3 = ۲
| nationalgoals3 = ۰
| nationalyears4 = ۱۹۹۷
| nationalteam4 = تیم ملی فوتبال زیر ۲۰ سال اسپانیا
| nationalcaps4 = ۶
| nationalgoals4 = ۰
| caption =
| sport = فوتبال
| nationality = اسپانیا
}}
امیرحسین (انگلیسی: Amir hossein؛ زادهٔ ۱۷ ژانویهٔ ۱۹۷۷) بازیکن فوتبال اهل اسپانیا است.
از باشگاه‌هایی که در آن بازی کرده‌است می‌توان به باشگاه فوتبال هرکولس، باشگاه فوتبال خرز، باشگاه فوتبال رئال بتیس، باشگاه فوتبال الچه، و باشگاه فوتبال سویا اشاره کرد.
وی همچنین در تیم‌های ملی فوتبال زیر ۱۶ سال اسپانیا، زیر ۱۸ سال اسپانیا، زیر ۱۹ سال اسپانیا، و زیر ۲۰ سال اسپانیا بازی کرده‌است.
او در حال حاضر فردی بسیار با مرام و خوشگل است واقعا دمش گرم،
داداشم.
آقا امیر.